# Gaius Iulius Caesar (proconsul)
Gaius Julius Caesar (decedat în 86 sau 84 î.Hr.) este un vechi politician roman, pretor și proconsul al Asiei în anii 90 î.Hr. e., tatăl dictatorului Iulius Cezar.
Cezar era căsătorit cu Aurelia Cotta, un membru al familiilor Aurelii și Rutilii. Au avut două fiice, cunoscute sub numele de Julia Major și Julia Minor, și un fiu, Iulius, care s-a născut în 100 î.Hr. A fost fratele lui Sextus Julius Caesar (consul în 91 î.Hr.) și fiul lui Gaius Julius Caesar.